# Marcos Ferraz (empresário)
Marcos Francisco Ferraz da Silva, mais conhecido como Marcos Ferraz, nasceu em 11 de julho de 1993, é um empreendedor do esporte e entretenimento, empresário, diplomata  e investidor .Ele é o CEO da Kraken Holding Inc.  “joint venture” árabe brasileira atuante nas áreas de mineração, petróleo, tecnologia, energia, imobiliário e entretenimento e esportes; Proprietário do Ipatinga Futebol Clube; CEO do BRAVE Combat Federation Brasil; e Fundador da Gennesys Life Sciences. 
Marcos é membro da Corte Real e também Presidente do BRAVE Combat Federation no Brasil, uma das maiores organizações de MMA do mundo e a principal plataforma de esporte e entretenimento do Oriente Médio, fundado pelo Shaikh Khalid bin Hamad Al Khalifa, Príncipe do Reino do Bahrain.

## Biografia
Nascido em Belo Horizonte, estado de Minas Gerais, em 1993, começou sua carreira através de trabalhos voluntários na Ordem DeMolay . No ano de 2015 Marcos Ferraz se torna Presidente Estadual da Juventude Socialista Brasileira, juventude do PSB. 
No ano de 2016 venceu as eleições para presidente do Diretório Central Estudantil da Escola Superior Dom Helder Câmara, após uma campanha de sucesso onde derrotou com mais de 50% dos votos válidos as demais chapas concorrentes.  Foi o último presidente daquele Diretório Central Estudantil. Após sua gestão o diretório veio a fechar em função da falta de novos candidatos ao cargo.
Em 2017 Marcos Ferraz, assumiu como Diretor de Industria, Comércio e Serviços da Prefeitura de Contagem em Minas Gerais, função essa que utilizou para a criação do Centro de Inovação de Contagem . Posterior a este acontecimento, Marcos Ferraz assume o cargo de Diretor de Inovação da Prefeitura de Contagem, cargo este que utiliza para a criação da 1º Politica de Inovação e Apoio ao Setor Produtivo do Brasil.
No inicio de 2018 Ferraz em parceria com a Techmall S.A. uma das maiores aceleradoras de startup do Brasil e mais 20 empresários fundam o Instituo A-380 que constitui uma associação privada, sem fins lucrativos, com o interesse de fomentar novos negócios de alto impacto e criar ferramentas de aperfeiçoamento para investidores de outras áreas que tenham interesse em investir em startups e outros investimentos de médio e alto risco e que reúne investidores-anjo brasileiros e de várias outras partes do mundo, como China, Coreia do Sul, Dinamarca, Inglaterra, França e Reino do Bahrein.
No inicio do ano de 2019, Marcos Ferraz pede exoneração da Prefeitura de Contagem e assume a Presidência da Câmara do Comércio Bahrain Brasil, da Kraken Holding Inc. e do BRAVE Combat Federation.

## Empresas

### Kraken Holding, Inc.
Kraken Holding, Inc é uma holding árabe brasileira, no Brasil está sediada na cidade de Belo Horizonte e São Paulo. A Kraken Holding é um conglomerado de empresas com foco em empreendimentos de alto impacto e investimentos nas áreas de mineração, petróleo, tecnologia, energia, imobiliário e entretenimento e esportes.
A trajetória da Kraken Holding, Inc. começou no início de 2019, com um empreendimento concebido por Sua Alteza Shaikh Khalid bin Hamad bin Isa Al Khalifa, Príncipe do Reino do Bahrein e executado por Marcos Ferraz: O BRAVE Combat Federation Brasil.

### BRAVE Combat Federation Brasil
Em 2018 Marcos Ferraz foi convidado para assumir a Presidência do BRAVE Combat Federation Brasil, fazendo deste país o segundo lar oficial do BRAVE CF no mundo. O BRAVE Combat Federation é a maior  promoção de artes marciais mistas (MMA) no Oriente Médio e a segunda maior promoção de MMA do mundo, sendo a global de crescimento mais rápido. A organização foi criada em 23 de setembro de 2016 pelo Sheikh Khalid bin Hamad Al Khalifa.  O BRAVE Combat Federation é transmitido ao vivo para 5 continentes, 84 países e 850 milhões de lares. Os eventos da BRAVE Combat Federation são transmitidos através de vários parceiros de mídia, incluindo El Rey Network , Combate , Myx TV , S + A ESPN 5, Canal Combate, Woohoo, Bahrain Radio and Television Corporation e BRAVE CF TV.
Em 2019 o BRAVE Combat Federation Brasil fechou a maior cota de patrocínio master da história do esporte no Brasil, tendo um valor estimado de 15 milhões de reais. 

### Ipatinga Futebol Clube
O Ipatinga Futebol Clube é um clube brasileiro de futebol, com sua sede na cidade de Ipatinga, no estado de Minas Gerais. Fundado em 1998. O clube foi Campeão Mineiro em 2005 e semifinalista da Copa do Brasil em 2006. Sua última conquista foi o título da Segunda Divisão do Campeonato Mineiro em 2017.
Depois de muitos altos e baixos e com graves problemas financeiros, salários atrasados e tendo uma divida total estimada de cerca de 40 milhões de reais, em 22 de maio de 2022 o clube foi adquirido pelo empresário Marcos Ferraz por meio de seu conglomerado Kraken Holding, Inc, que assumiu a gestão de imediato, transformando o clube em SAF (Sociedade Anônima do Futebol) e registrou o seu elenco para participar do campeonato do mesmo ano.
Em sua estreia no Campeonato Mineiro no dia 27 de abril, apenas 5 dias após sua aquisição, o Ipatinga Futebol Clube inicia sua campanha fazendo incríveis 2x0 no primeiro tempo contra o time do Tupi.

### Gennesys Life Sciences
Uma empresa que desenvolve vacinas, tratamentos e tecnologias avançadas para área da saúde, a Gennesys Life Sciences é mais um projeto de Ferraz que pretende dar fim ao câncer, combater o Sars-CoV-2  (COVID-19) e aumentar a expectativa de vida, curando problemas, como cegueira humana, depressão e rejeição de órgãos transplantados. A Gennesys Life Sciences é uma empresa de cooperação global com ciêntistas e empreendimentos em 12 países e escritórios no Brasil e em Dubai, contendo empreendedores em série de sucesso, astronautas da medicina espacial, PhDs, engenheiros, trabalhando para construir agora o futuro da saúde. Dentre vários nomes um que precisa ser destacado é da Dra. Shawna Pandya, Astrounauta da Agência Espacial Canadiana e Vice Presidente de Medicina Imersiva.
A Gennesys Life Sciences lançou-se publicamente no final do ano de 2020 ao assinar um acordo com o Governo do Estado de Minas Gerais, para iniciar os procedimentos para a produção em território brasileiro de sua vacina contra o Sars-CoV-2 (COVID-19) produzida com tecnologia parceira da Greffex, Inc.. 
Em janeiro de 2021 foi anunciado pela Deca4 Advisory, empresa de investimentos e captação de recursos de Dubai, um aporte financeiro para que iniciasse a instalação de um Centro Global de Inovação em Saúde no Brasil (The Heal The World Innovation Center). Estima-se que o valor deste aporte seja de 100 milhões de reais.

#### The Heal The World Innovation Center
A Gennesys Life Sciences está instalando no Brasil seu primeiro centro global de vacinas e tratamentos. O proposito deste centro é desenvolver todas as tecnologias do seu portfólio, que conta com sua tecnologia plug-and-play para a produção de vacinas e tratamentos (já comprovado no tratamento de cegueira humana e evitando a rejeição de transplantes de órgãos), exame de sangue, que não utiliza uma gota de sangue; um chip neural para combater doenças psíquicas e crônicas e tecnologia 4D de realidade aumentada para cirurgias e telemedicina. 